# کایسن جوکی
کایسن جوکی ((به ژاپنی: 快川紹喜 Kaisen Joki); ۱ ژانویهٔ ۱۵۰۰ – ۱ ژانویهٔ ۱۵۸۲) یک راهب بودایی در ولایت مینو بود. مشخص نیست که آیا وی با خاندان توکی در ارتباط بوده است. پس از به قدرت رسیدن سایتو یوشیتاتسو در ولایت مینو، کایسن جوکی این ولایت را ترک کرد و به ولایت کای رفت و تاکدا شینگن امیر ولایت کای تحت تأثیر وی قرار گرفت و او را سرپرست معبد ارین در کوفو، یاماناشی قرار داد. بعد ار حمله خاندان اودا و خاندان توکوگاوا به خاندان تاکدا در سال ۱۵۸۲ ایرین-جی به پناه دادن به افرادی مانند روکاکو یوشیسوکه (دشمن سابق خاندان اودا) متهم شد. این اتهام منجر به سوزاندن همه راهبان ارین-جی شد. گفته می‌شود که جوکی قبل از مرگ در آتش بسیار خونسرد و آرام بود و به همراهانش گفت که «برای خاموش کردن آتش به آب نیاز نیست آتش را در ذهن خود از بین ببرید تا حتی آتش خنک تلقی شود».